# 칭다오 지하철 3호선

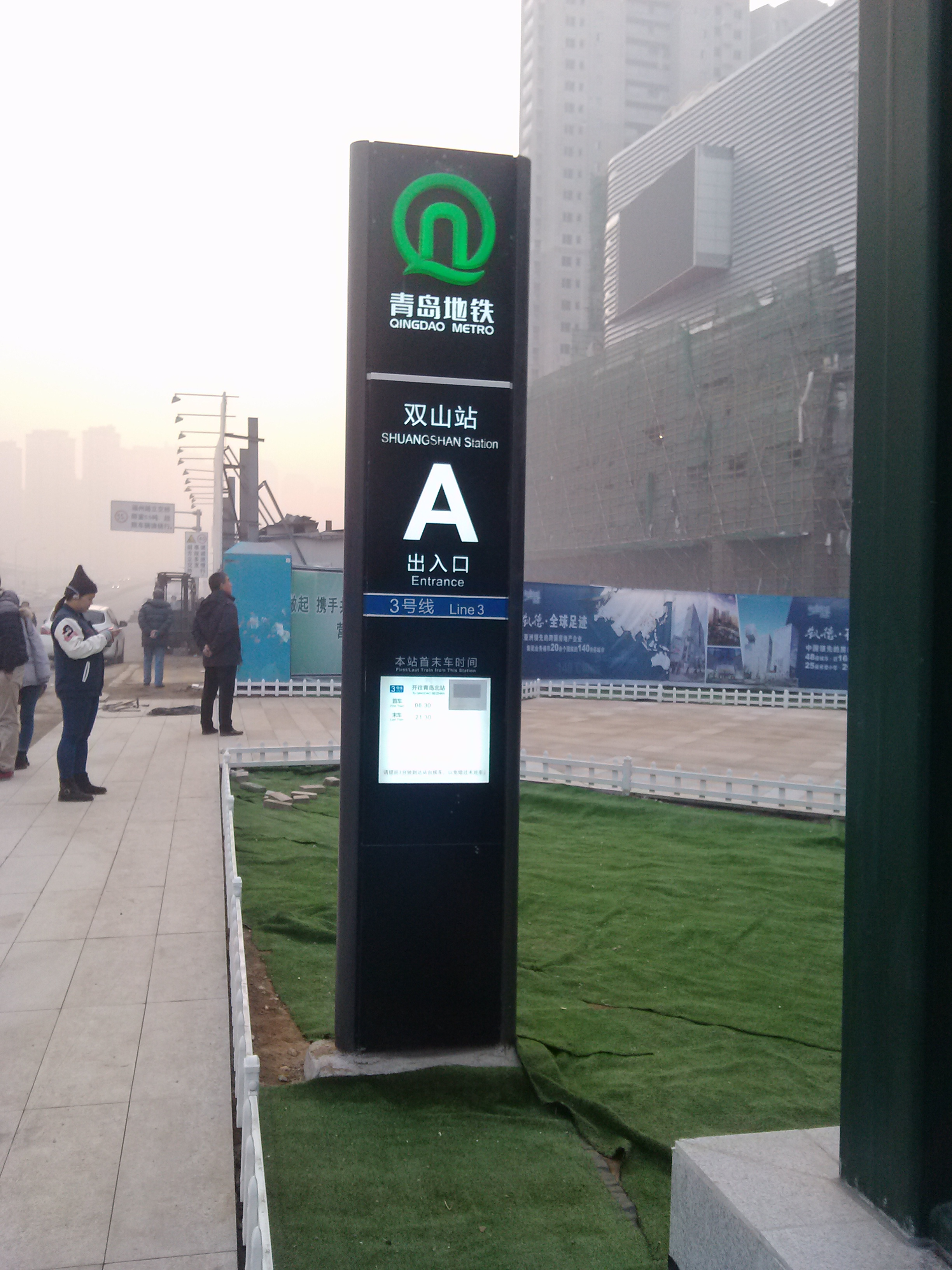

칭다오 지하철 3호선(중국어 간체자: 青岛地铁3号线)은 중국 칭다오 시의 지하철 노선이다. 이 선은 자오저우완 둥안 칭다오시 주성구(主城區) 내 반환선로로 시에서 처음으로 지하철로 운행되고 있다.

## 선로
3호선은 전체 길이 26.058km, 유효 길이 24.472km로 시 남구, 시북구, 노산구, 이창구를 차례로 관통한다.선로는 청도역 동광장(태안로 광서로 길목)을 시작으로 광서로, 태평로, 문등로, 홍콩로를 거쳐 북쪽으로 난징로, 하얼빈로, 헤이룽장루, 만년샘로를 거쳐 서쪽으로 경구로, 진화로에서 종점인 칭다오 북역 동광장에 이른다.
3호선은 북단의 칭다오(靑島) 북역 남쪽(칭란 고속도로와 이촌하의 접경지역) 인근에 안순로 차량기지를 설치하고, 지하철청사 부루(府樓)에 하서운영통제센터, 닝샤루(寧夏路)역진화로역에는 전원개폐소 2기를 설치하였다.본선 종단면 최대 경사도는 29.82‰, 지하역 경사도는 2‰이다.레일의 본선과 배선, 시험용 차량 선은 60kg/m, 기타 차량 선은 50kg/m, 궤간거리1 435mm. 칭다오 역 앞 나루터는 12번 일방통행로, 정선과 기타 배선, 시승선은 9번 일방통행로, 기타 차장선은 7번 일방통행로 차선이다.정선의 최소 곡선 반경 350m는 모두 6곳이다.

## 역 목록
| 역 번호 | 역명         | 중국어 역명 | 접속 노선                                   | 역간 거리 | 소재지   | 소재지    |
| ------- | ------------ | ----------- | ------------------------------------------- | --------- | -------- | --------- |
| 301     | 칭다오       | 青岛        | ■ 칭다오 지하철 1호선                       | 214.5     | 칭다오시 | 스난 구   |
| 302     | 인민회당     | 人民会堂    | ■ 칭다오 지하철 4호선                       | 144.4     | 칭다오시 | 스난 구   |
| 303     | 회천광장     | 汇泉广场    |                                             | 257.5     | 칭다오시 | 스난 구   |
| 304     | 중산공원     | 中山公园    |                                             | 184.7     | 칭다오시 | 스난 구   |
| 305     | 태평양공원   | 太平角公园  |                                             | 182.7     | 칭다오시 | 스난 구   |
| 306     | 연안삼로     | 延安三路    |                                             | 201.2     | 칭다오시 | 스난 구   |
| 307     | 5.4 광장역   | 五四广场    | ■ 칭다오 지하철 2호선 ■ 칭다오 지하철 8호선 | 277.6     | 칭다오시 | 스난 구   |
| 308     | 강서로       | 江西路      | ■ 칭다오 지하철 5호선 (공사중)              | 247       | 칭다오시 | 스난 구   |
| 309     | 닝샤로       | 宁夏路      |                                             | 154.75    | 칭다오시 | 스베이 구 |
| 310     | 둔화로       | 敦化路      |                                             | 169.4     | 칭다오시 | 스베이 구 |
| 311     | 추오부링     | 错埠岭      | ■ 칭다오 지하철 4호선                       | 196.25    | 칭다오시 | 스베이 구 |
| 312     | 칭지앙       | 清江路      |                                             | 189       | 칭다오시 | 스베이 구 |
| 313     | 쑤앙산       | 双山        |                                             | 251       | 칭다오시 | 스베이 구 |
| 314     | 칭샤루       | 长沙路      | ■ 칭다오 지하철 7호선 (공사중)              | 238.4     | 칭다오시 | 스베이 구 |
| 315     | 지하철빌딩   | 地铁大厦    |                                             | 199.15    | 칭다오시 | 스베이 구 |
| 316     | 하이얼루     | 地铁大厦    |                                             | 161.4     | 칭다오시 | 스베이 구 |
| 317     | 완니엔취엔루 | 万年泉路    |                                             | 199.6     | 칭다오시 | 리창 구   |
| 318     | 리춘         | 李村        | ■ 칭다오 지하철 2호선                       | 310.65    | 칭다오시 | 리창 구   |
| 319     | 준펑루       | 君峰路      |                                             | 179.5     | 칭다오시 | 리창 구   |
| 320     | 전화루       | 振华路      | ■ 칭다오 지하철 7호선 (공사중)              | 196.3     | 칭다오시 | 리창 구   |
| 321     | 용필루       | 永平路      |                                             | 179.8     | 칭다오시 | 리창 구   |
| 322     | 칭다오베이   | 青岛北      | ■ 칭다오 지하철 1호선 ■ 칭다오 지하철 8호선 | 491.4     | 칭다오시 | 리창 구   |